# Ангелики
Ангелічі- маловідома єретична секта 3 століття.

## Ім'я
Епіфаній стверджує, що про секту відомо небагато, і припускає, що назва походить від того, що вони, можливо, вірили в те, що ангели створили світ, або що вони вірили, що вони настільки чисті, щоб бути ангелами. Цитуючи Епіфанія та розширюючи, св. Августин припускає, що їх називають Ангеліками через екстравагантне поклоніння ангелам і такі, що схильні до ідолопоклонства . 

## Вірування
Епіфаній стверджує, що він абсолютно не знає, які основні принципи секти. 